# Nieuwe Uilenburgerstraat 59-achter
Nieuwe Uilenburgerstraat 59-achter te Amsterdam is een relatief klein gebouwtje op het terrein van Nieuwe Uilenburgerstraat 57-59 te Amsterdam-Centrum, beide zijn gemeentelijk monument.

## Geschiedenis
Op het eeuwenoude kunstmatig aangelegde eiland Uilenburg woonde in de 19e eeuw een grote Joodse gemeenschap. In de Rapenburgerstraat was voor de kinderen een bewaarschool aanwezig, die echter de toevloed aan kinderen niet kon herbergen. Dat was ook de mening van J. Tours, inspecteur der kinderbewaarplaatsen. De Amsterdamse bankier George Rosenthal en zijn vrouw Sophie Rosenthal-May kochten daarop een terrein tussen de Uilenburgerstraat en Uilenburgergracht van circa 1550 vierkante meter om er een nieuwe bewaarschool op te laten zetten. Er zou ruimte genoeg zijn voor een school en speeltuin voor circa 250 kinderen  
Op 28 oktober 1886 keurde koning Willem III der Nederlanden de oprichting van de Sophia Rosenthalbewaarschool door het echtpaar Rosenthal-May goed, bekend gemaakt door Marc Willem du Tour van Bellinchave in de Nederlandse Staatscourant. 
De school, die bereikbaar was via een poort in (Nieuwe) Uilenburgerstraat 29 werd met de ruiten richting zuiden gebouwd met dus uitzicht op de gracht. Aan de school was een directeurswoning gekoppeld (beter een directricewoning). Het geheel werd ontworpen door architect Constantijn Muysken. Op 5 mei 1887 begonnen de voorbereidende werkzaamheden, op 10 mei werd de eerste van 439 funderingspalen geslagen, er kwam een eerste steen met de namen Robert Heinrich May en Frederik Martinus Cohen, waarna 14 november 1887 het gebouw opgeleverd werd.  Muysken hanteerde voor de gebouwen een in gebruik zijnde neorenaissance stijl. In april 1893 bracht koningin Wilhelmina der Nederlanden en Emma van Waldeck-Pyrmont een bezoekje aan de school. De kinderen bleven toestromen want de school had midden jaren negentig uitbreiding nodig; daartoe werd architect Isaac Gosschalk uitgenodigd. De school kon toen met een extra verdieping onder financiën van de heer Rosenthaal 600 leerlingen herbergen.  In de jaren tien en twintig vond er in de buurt een grootscheepse sanering plaats, er kwamen nieuwere scholen en de bevolking verhuisde grotendeels naar andere wijken. De particuliere school kon haar leerlingenbestand niet handhaven en de Gemeente Amsterdam stapte in 1923 in. Zij had in 1930 onderdak nodig voor de Vakschool voor kleermakers, wier gehuurde ruimte aan de Herengracht door de eigenaar werd verlangd. De Vakschool kon naar de bovenetage van de kleuterschool verhuizen. Die school wist de Tweede Wereldoorlog te overleven en trok in 1946 naar de Zeeburgerdijk. Het gebouw, werd op de directeurswoning na rond 1960 gesloopt om plaats te maken voor een verdeelstation van het Gemeente-energiebedrijf. Het overgebleven gebouwtje werd daarbij ingedeeld bij het terrein van de Dienst der Publieke Werken op 57-59. Het gebouw werd later tot gemeentelijk monument (nummer 200495) verklaard.  
De naam Sophie Rosenthal-May werd ook elders in de stad bekend; het "Sophie Rosenthal-May Zusterhuis"